# Générac (Gironda)
Générac es una población y comuna francesa, situada en la región de Aquitania, departamento de Gironda.

## Demografía
| 421 | 486 | 438 | 460 | 465 | 493 |
| Para los censos de 1962 a 1999 la población legal corresponde a la población sin duplicidades (Fuente: INSEE [Consultar]) |     |     |     |     |     |